# Балата
Балата је италијанска ренесансна песничка и музичка форма, која се користи од XIV века (треченто) до XV века. Име је добила од глагола ballare, што значи играти — почела као плес.
Има музичку структуру AbbaA, у којима прва и последња станца имају исти текст. Као таква слична је француској форми виреле. Прво и последње „А“ се назива ripresa, строфе „b“ су piedi, а четврта строфа се зове volta. Постоје и дуже балате, форме AbbaAbbaA... За разлику од вирелеа две „b“ строфе имају исту музику.
Балата је најчешћа секуларна музичка форма у Италији у периоду тречента (италијанска Ars Nova). У делу „Декамерон“, Ђованија Бокача, балате се певају на крају сваког дана (једино је преживела музика Лоренца да Фиренце на Бокачову поезију).
Најраније балате, које се могу наћи у Codex Rossi, биле су монофоне, а касније су постале двогласне и трогласне. Већ око 1360—1365, балате су се играле у кругу. Прво је певао солиста, затим му се придруживао хор, а вођа плеса је понављао рефрен.
Најзначајнији композитор балата био је Франческо Ландини. Међу последњима је балате у XV веку писао Гијом Дифе.